# 헤센-나사우 대관구
헤센-나사우 대관구(독일어: Gau Hessen-Nassau)는 1933년부터 1945년까지 프로이센의 헤센-나사우 주 남부와 헤센 인민주 지역에 있던 나치 독일의 대관구이다. 그 이전인 1927년부터 1933년까지는 나치당의 지역 조직 중 하나였다.

## 역사
원래 나치의 대관구(Gau) 조직은 1926년 5월 22일 나치당 회의에서 지역당 조직 구조 개선을 목적으로 창립한 구역이었다. 이후 1933년 나치가 독일의 권력을 장악하면서 독일의 주 단위 행정구역이 당의 대관구 행정구역으로 대체되었다.
각 대관구를 지휘하는 대관구지휘자는 점점 더 권력이 세지면서 제2차 세계 대전 이후에는 외부에서 거의 간섭을 받지 않았다. 지역 대관구지휘자는 정당 행정 뿐 아니라 정부 직책에도 관여하여 선전 감시 등 다양한 작전을 수행했으며, 1944년 9월 이후에는 국민돌격대 소집과 각 대관구 방어작전 역할도 맡았다.
헤센-나사우 대관구의 대관구지휘자는 수립부터 해체까지 야코프 슈프렝거 한명이였다. 슈프렝거와 그의 아내는 1945년 5월 8일 티롤-포어아를베르크 국가대관구의 은신처에서 자살했다.